# James Ricalton

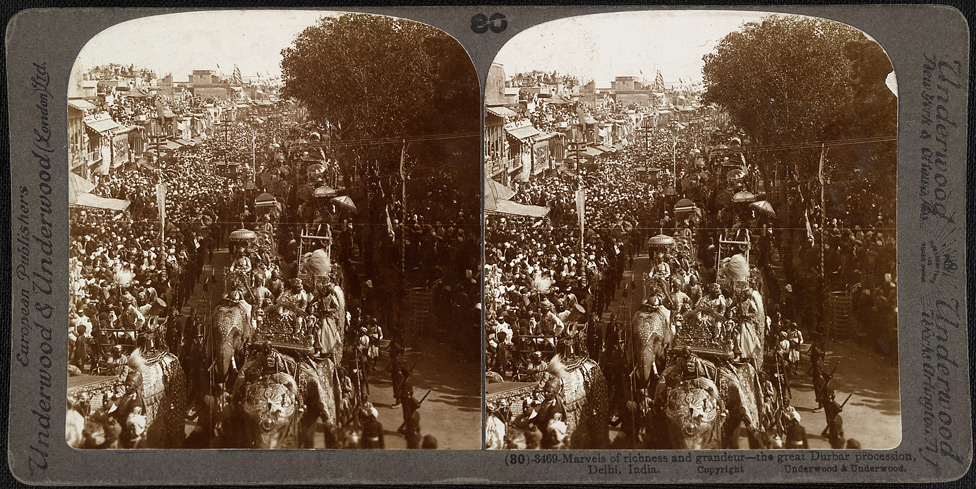
Stereo fotografie velkého oslavného průvodu v Delhi Durbar, 1903

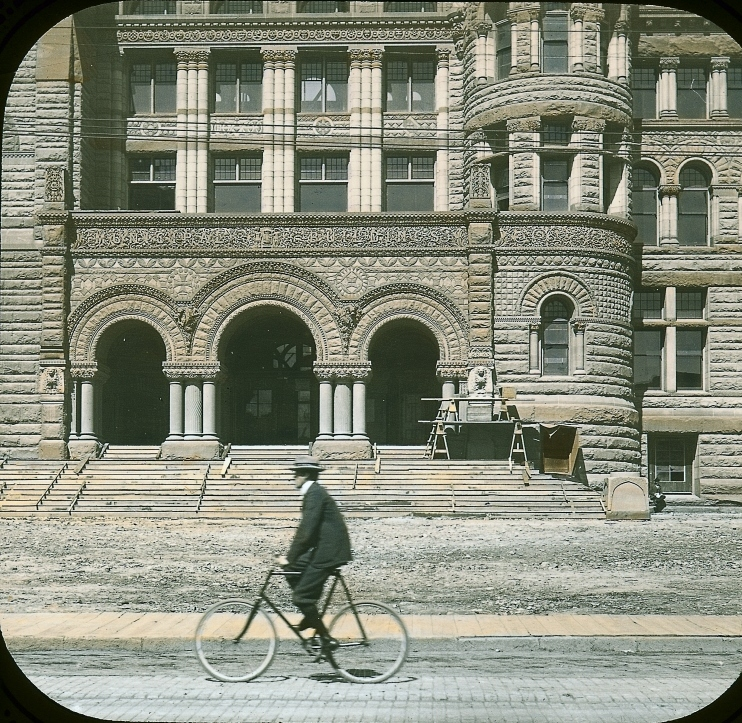
Cyklista před novou radnicí a městským soudem na Queen Street, Toronto, Kanada, 1899

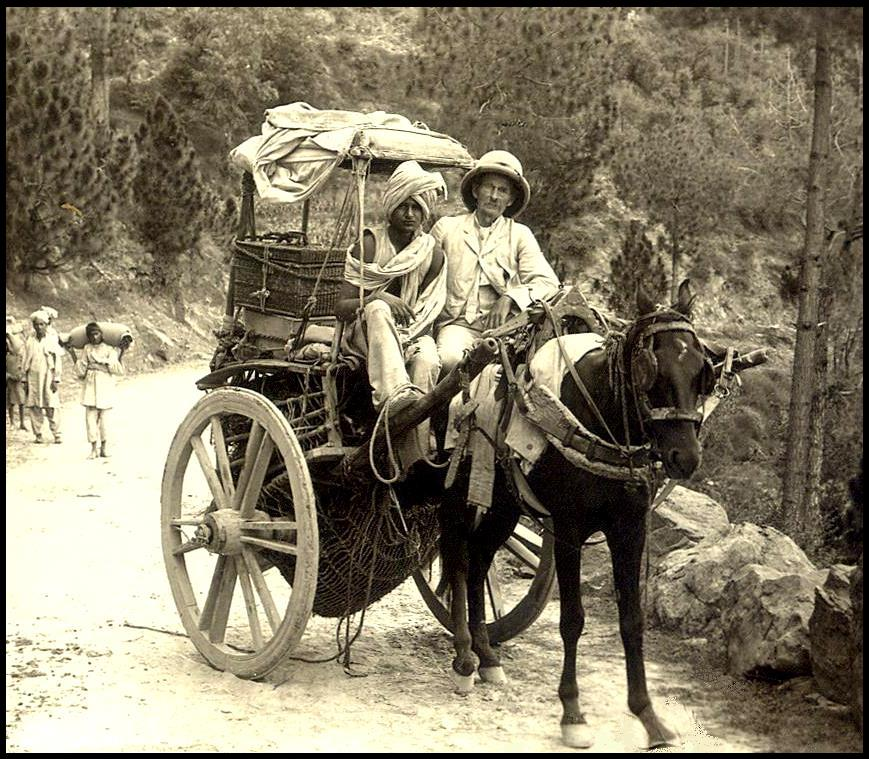
Koňský povoz ve staré Indii, 1903–1910

James Ricalton (1844? Half Way, poblíž Waddingtonu, New York – 28. října 1929) byl učitel, cestovatel, vynálezce a fotograf. Velmi cestoval, svět obeplul celkem sedmkrát.

## Cestovatel
Kromě původního povolání učitele, byla jeho velkou vášní cestovatelská fotografie. Každé léto o prázdninách cestoval do zahraničí s kolečkovým vozíkem, který byl dostatečně velký na to, aby se do něj vešlo fotografické vybavení a v noci v něm mohl spát. Vozík byl postaven tak, aby za deštivého počasí mohl Ricalton uprostřed stát a mohl pokračovat pěšky v úkrytu. Navštívil tak Island, povodí Amazonky a petrohradskou oblast Ruska, přičemž pořídil tisíce fotografií, posbíral stovky minerálních vzorků a kuriozit. Jeho cesty zaujaly pozornost vynálezce T. A. Edisona, který financoval výpravu na Dálný východ, která měla zjistit, zda bude bambusové vlákno vhodné pro použití v žárovce. Ricalton se na rok omluvil z vyučování a v únoru 1888 odejel ze Spojených států a na Ceylon přijel přes Suezský průplav 1. dubna.
Ricalton navštívil všechny části ostrova, testoval stovky vzorků a pokračoval do Britské Indie, Singapuru, Číny a Japonska a stal se expertem na vlastnosti různých druhů bambusu. Domů se vrátil jeden rok po svém odchodu se stovkami vzorků pro Edisona a doporučením na dva nejvhodnější. Toto vlákno Edison používal po dobu devíti měsíců než objevil vhodnější wolfram.

## Fotograf
Ricalton byl plodným fotografem, pořídil více než 100 000 snímků, mezi nimi je i velká sbírka stereoskopických snímků. Práci učitele opustil v roce 1891, aby se mohl stát profesionálním fotografem a válečným zpravodajem. Po dobu příštích 15 let fotografoval a zaznamenával události z Španělsko-americké války (1898–1899), Boxerské povstání v Číně (1900) a Rusko-japonskou válku (1904–1905). Když se pokusil vyfotografovat japonské vojáky v zákopech během obléhání Port Arthur, byl držen ve vazbě až do té doby, co zaměstnanci generála Nogi Maresukeho potvrdili, že se jedná o amerického fotografa, který může fotografovat co chce.
Byl mezi fotografy, kteří dokumentovali v roce 1903 v Delhi Durbar oslavu zvolení Eduarda VII. za indického císaře.
Jeho fotografie mu vynesly řadu ocenění a mnohé byly použity pro ilustrace do učebnic. Snímky prodával Americkému muzeu přírodní historie a Metropolitnímu muzeu umění v New Yorku. Mnoho z jeho fotografií použila společnost Underwood & Underwood pro ilustrace v geografických knihách.
V roce 1909, ve věku 65 let, šel z Kapského Města do Káhiry, celkovou vzdálenost 1500 mil v průměru 30 mil denně. Existuje deník, který potvrzuje jeho denní itinerář přes Jižní Afriku, Rhodesii a Keňu.
V roce 1912 byl Ricalton poslán na další Edisonovu expedici, aby vyzkoušel filmovou kameru v Africe. Natáčel mimo jiné velrybářskou expedici v Kapském Městě. Na této cestě jej doprovázel jeho syn Lomond, ale během cesty zemřel na břišní tyfus. To byla Ricaltonova poslední cesta.
Ricalton odešel do svého rodného města ve Waddingtonu v New Yorku, kde zemřel 28. října 1929 ve věku 85 let.

## Vybraná díla
- 1891 – The City of the Sacred Bo-tree. (Anuradhápura). New York. OCLC 79749511
- 1900 – India through the Stereoscope: A Journey through Hindustan. New York: Underwood & Underwood. OCLC 2954773
- 1901 – China Through the Stereoscope: A Journey Through the Dragon Empire at the Time of the Boxer Uprising. New York: Underwood & Underwood. OCLC 5871769
- 1902 – The Boxer Uprising, Cheefoo Taku, Tien-Tsin: A Part of Underwood & Underwood's Stereoscopic Tour through China.[nedostupný zdroj] New York: Underwood & Underwood. OCLC 51404151
- 1905 – A photographic record of the Russo-Japanese war,[nedostupný zdroj] James H. Hare, editor. New York, P.F. Collier & Son. OCLC 728514
- 1907 – India through the Stereoscope: A Journey through Hindustan. New York: Underwood & Underwood. OCLC 7296193
- 1910 – India through the Stereoscope: A Journey through Hindustan. New York: Underwood & Underwood. OCLC 21566682
- 1990 – James Ricalton's Photographic Travelogue of Imperial India, Christopher J. Lucas, editor. New York: Mellen. ISBN 0-88946-509-6; ISBN 978-0-88946-509-1; OCLC 22345020
- 2008 – 美国摄影师的中国照片日记] (Meiguo she ying shi de Zhongguo zhao pian ri ji), Guangyu Xu, editor. Fuzou: 福建教育出版社 (Fujian jiao yu chu ban she). ISBN 7-5334-5093-0; ISBN 978-7-5334-5093-9; OCLC 370451773

## Galerie

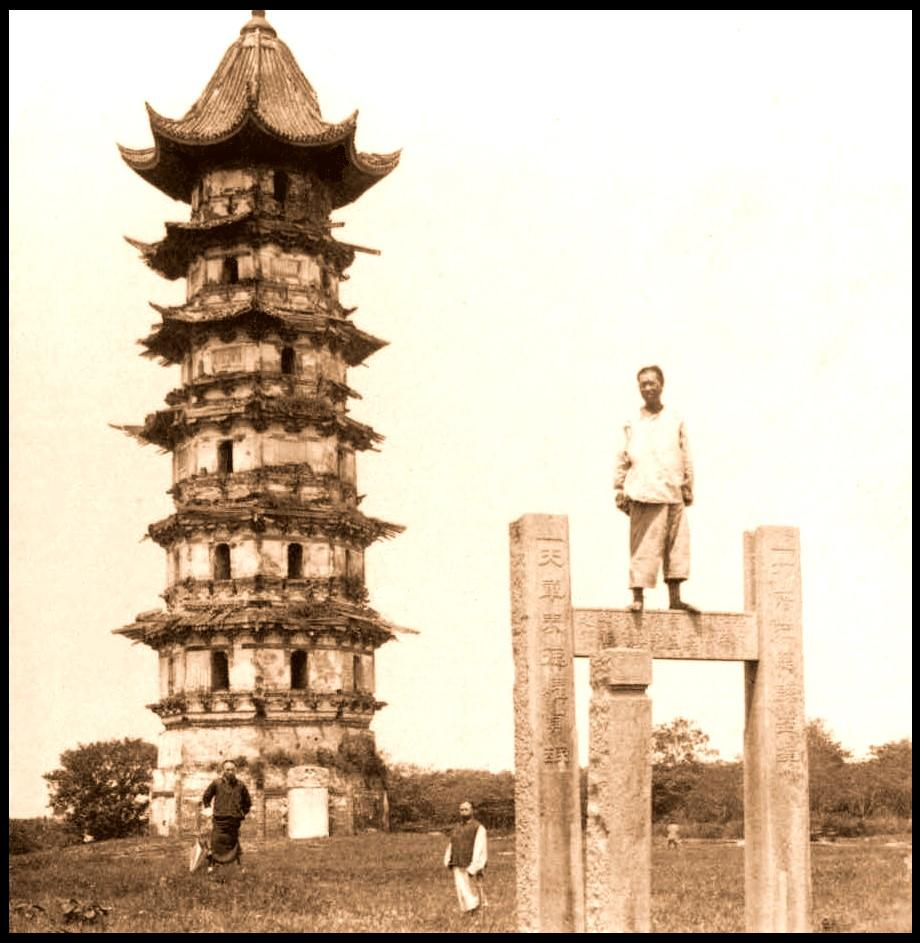
Věž Ruiguang v Suzhou, Čína, 1900
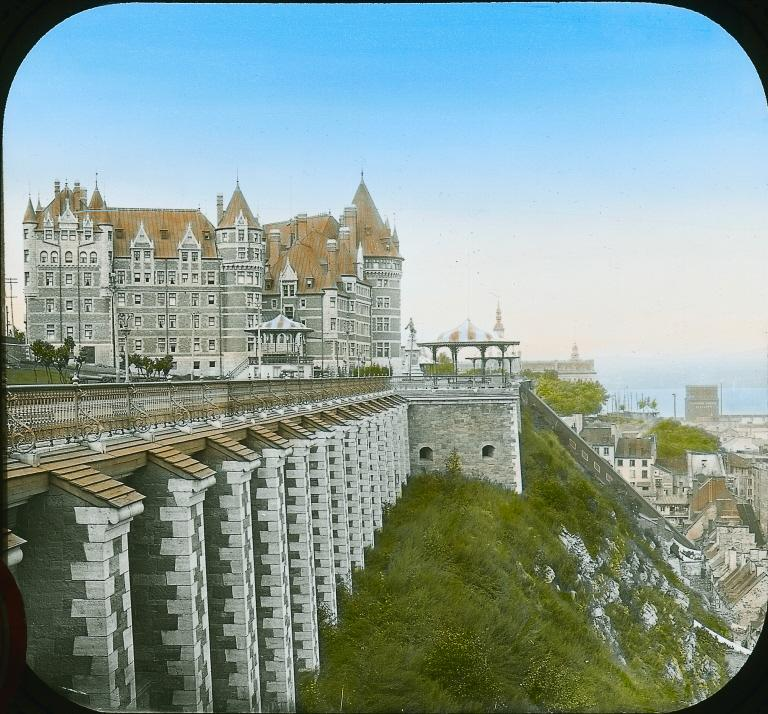
Dufferin Terrace and Chateau Frontenac, Quebec City, QC, asi 1895
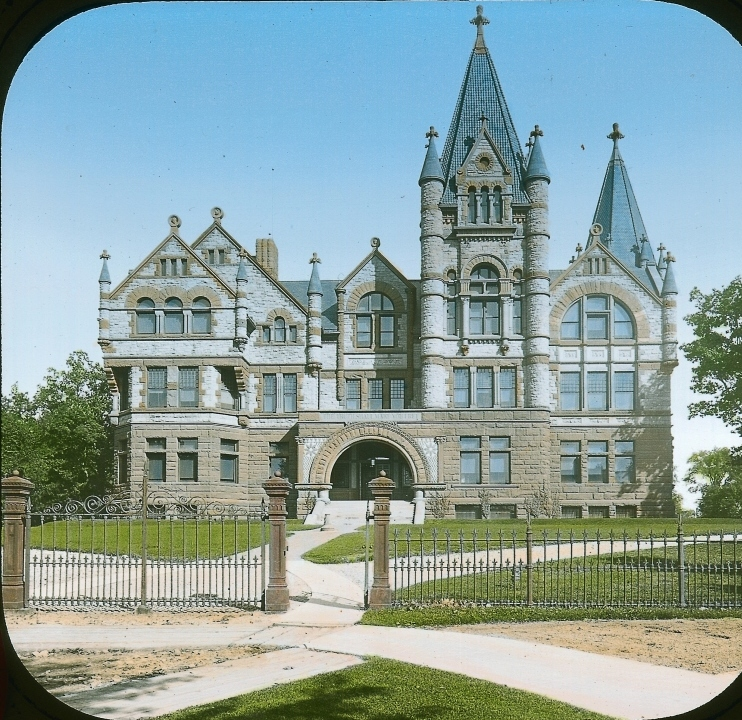
Victoria College, Toronto, Kanada, asi 1895
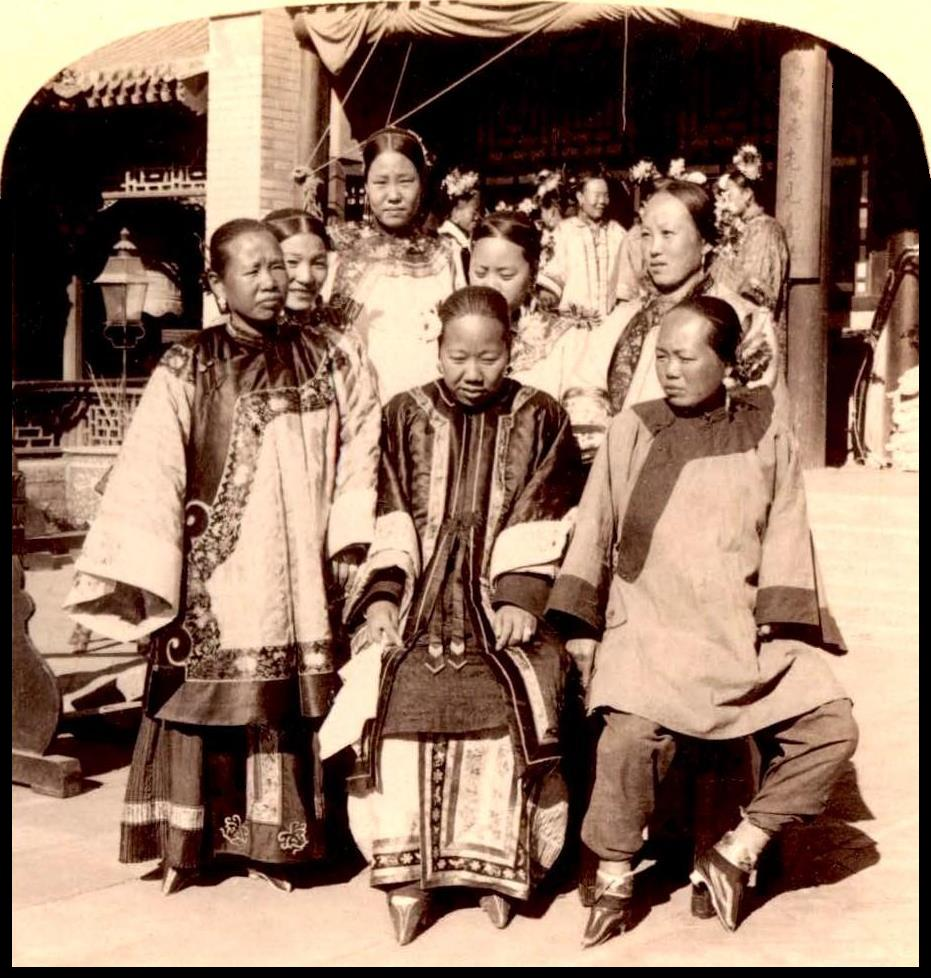
Beijing, Boxerské povstání, 1900